# Općinska nogometna liga Dubrovnik 1987./88.
Općinska nogometna liga Dubrovnik je predstavlja ligu Šestog stupnja nogometnog prvenstva Jugoslavije u sezoni 1987./88. 
 
Igrana je u dvije skupine - Konavle (9 klubova, prvak "Enkel" iz Popovića) i Pelješac. 

## Skupina Konavle

### Ljestvica
| mj. | klub               | ut. | pob. | ner. | por. | gol+ | gol- | bod |
| --- | ------------------ | --- | ---- | ---- | ---- | ---- | ---- | --- |
| 1.  | Enkel Popovići     | 16  | 14   | 2    | 0    | 47   | 9    | 30  |
| 2.  | Slaven Gruda       | 16  | 10   | 4    | 2    | 46   | 18   | 24  |
| 3.  | Velebit Močići     | 16  | 9    | 2    | 5    | 27   | 21   | 20  |
| 4.  | Vitoš Vitaljina    | 16  | 7    | 4    | 5    | 27   | 21   | 18  |
| 5.  | Istok Mikulići     | 16  | 5    | 5    | 6    | 15   | 26   | 15  |
| 6.  | Croatia Gabrili    | 16  | 4    | 5    | 7    | 27   | 35   | 13  |
| 7.  | Jadran Ljuta       | 16  | 3    | 4    | 9    | 19   | 36   | 10  |
| 8.  | Proleter Pridvorje | 16  | 1    | 5    | 10   | 10   | 30   | 7   |
| 9.  | Hajduk Radovčići   | 16  | 2    | 3    | 11   | 20   | 48   | 7   |

### Rezultatska križaljka
| kratica | klub               | CRO | ENK | HAJ | IST | JAD | PRO | SLA | VEL | VIT |
| --- | ------------------ | --- | --- | --- | --- | --- | --- | --- | --- | --- |
| CRO | Croatia Gabrili    |     |     |     |     |     |     | 2:6 |     |     |
| ENK | Enkel Popovići     |     |     |     |     |     |     | 2:0 |     |     |
| HAJ | Hajduk Radovčići   |     |     |     |     |     |     | 1:6 |     |     |
| IST | Istok Mikulići     |     |     |     |     |     |     | 0:2 |     |     |
| JAD | Jadran Ljuta       |     |     |     |     |     |     | 0:2 |     |     |
| PRO | Proleter Pridvorje |     |     |     |     |     |     | 0:0 |     |     |
| SLA | Slaven Gruda       | 4:2 | 1:1 | 5:2 | 3:0 | 3:2 | 6:0 |     | 2:2 | 1:1 |
| VEL | Velebit Močići     |     |     |     |     |     |     | 3:2 |     |     |
| VIT | Vitoš Vitaljina    |     |     |     |     |     |     | 0:3 |     |     |
| |                    |     |     |     |     |     |     |     |     |     |
| podebljan rezultat - utakmice od 1. do 9. kola (1. utakmica između klubova) rezultat normalne debljine - utakmice od 10. do 18. kola (2. utakmica između klubova) rezultat nakošen - nije vidljiv redoslijed odigravanja međusobnih utakmica iz dostupnih izvora rezultat nakošen i smanjen * - iz dostupnih izvora nije uočljiv domaćin susreta prekrižen rezultat - poništena ili brisana utakmica p - utakmica prekinuta 3:0 p.f. / 0:3 p.f. - rezultat 3:0 bez borbe |                    |     |     |     |     |     |     |     |     |     |

 Izvori: 